# Cyclura collei
Vous lisez un « bon article » labellisé en 2017.
Cyclure terrestre de la Jamaïque
Espèce
Synonymes
- Cyclura lophoma Gosse, 1849

Statut de conservation UICN

 CR B1ab(iii)+2ab(iii) : 
En danger critique
Statut CITES
Le Cyclure terrestre de la Jamaïque (Cyclura collei), ou Iguane terrestre de la Jamaïque, est une espèce de sauriens de la famille des Iguanidae. Endémique de la Jamaïque où l'espèce était autrefois largement distribuée, on ne l'y trouve plus aujourd'hui que dans la région des Hellshire Hills. Ce grand iguane au corps massif du genre Cyclura est de couleur verte à vert-bleuâtre. Il présente une crête dorsale épineuse. C'est un animal herbivore qui se nourrit principalement de feuilles, de fleurs et de fruits. L'espèce a très fortement décliné au cours du XXe siècle, notamment du fait de la disparition de son habitat et de la prédation par la Mangouste indienne grise, introduite sur l'île pour contrôler les populations de serpents. On a même cru l'espèce disparue en 1948, avant qu'elle ne soit redécouverte en 1990.
Réduite à quelques dizaines d'individus, la population est toujours en danger critique d'extinction – elle fait partie de la liste des 100 espèces les plus menacées au monde établie par l'UICN en 2012 – mais est désormais protégée, bien que l'industrie du charbon de bois menace les dernières zones qui l'abritent dans les Hellshire Hills. Le zoo de Hope dispose d'installations pour faire naître de jeunes iguanes qui sont ensuite relâchés dans la nature, afin de tenter de sauvegarder cette espèce.

## Anatomie et morphologie

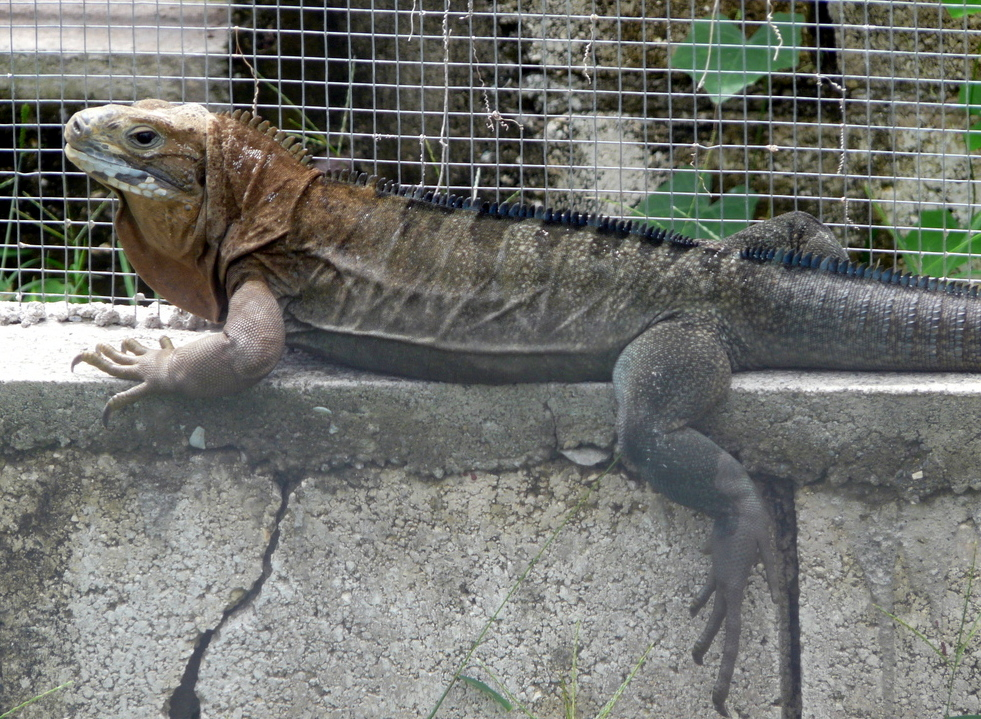
Cyclura collei

Cyclura collei est un grand lézard au corps massif principalement de couleur verte à bleu verdâtre avec une coloration tendant plus vers le vert olive sur les épaules. Trois larges chevrons sombres s'étendent de la base du cou à la queue sur le dos de l'animal, avec des taches brun-olive foncé réparties en zigzag. Les écailles de la crête dorsale sont d'un bleu verdâtre plus clair que le reste du corps. La surface du corps est marbrée de marques jaunâtres apparaissant en petits groupes. Les individus sauvages, notamment les femelles pendant la nidification, présentent une couleur brun rougeâtre après avoir creusé dans les sols riches en fer de la région de Hellshire Hills, au sud-ouest de Kingston. Les mâles mesurent approximativement 428 mm de long tandis que les femelles sont légèrement plus petites, atteignant 378 mm de long. Les mâles présentent également de grands pores fémoraux sur la partie interne de leurs cuisses, utilisés pour relâcher des phéromones. Les pores de la femelle sont plus petits et elle présente une crête dorsale moins haute que le mâle, tout cela contribuant au dimorphisme sexuel de cette espèce.

## Biologie et écologie

### Comportement
Cyclura collei est une espèce principalement terrestre, mais qui passe aussi beaucoup de temps dans les arbres, notamment les jeunes. C'est une espèce poïkilotherme qui doit prendre du temps pour assurer sa thermorégulation. Le cycle journalier de cet iguane varie cependant suivant l'âge : les jeunes se réchauffent au soleil en milieu de matinée, puis partent à la recherche de nourriture jusqu'en début d'après-midi, tandis que les adultes peuvent être actifs jusqu'au soir. Le reste du temps, les jeunes s'abritent dans des trous dans des arbres, situés entre 1 et 3 m de haut, et les adultes se réfugient dans des cavités situées dans les rochers.

### Alimentation
Comme toutes les espèces de Cyclura, Cyclura collei est essentiellement herbivore, consommant des feuilles, des fleurs et des fruits de plus de 100 espèces de plantes différentes. Ce régime est très rarement complété par des insectes et des invertébrés tels que les escargots. Cependant, ces invertébrés sont peut-être consommés accidentellement quand l'animal mange les feuilles sur lesquelles ils vivent. Il a été observé qu’en captivité cet iguane se nourrit d’animaux et de végétaux. Une étude menée en 2000 par le docteur Allison Alberts au zoo de San Diego a révélé que ces animaux participent à la dissémination des graines de plusieurs plantes, et que les graines qui sont passées par leur tractus digestif germent plus rapidement que les autres,. Les graines contenues dans les fruits consommés par les iguanes ont donc un réel avantage adaptatif puisqu'elles parviennent à germer avant la fin de la très courte saison des pluies. Cyclura collei représente également un très bon moyen de dissémination de ces graines, notamment lorsque les femelles migrent vers les sites de nidification et, en tant que plus grand herbivore dans leur écosystème insulaire, ils sont essentiels pour maintenir un équilibre entre le climat et la végétation.
Comme les autres lézards herbivores, Cyclura collei doit faire face à un problème d'osmorégulation : la matière végétale contient plus de potassium et moins d'éléments nutritionnels en proportion que de la viande, et les animaux doivent donc en consommer de plus grandes quantités pour satisfaire leurs besoins métaboliques. À la différence de ceux des mammifères, les reins des reptiles ne peuvent pas concentrer leur urine pour préserver l'eau corporelle. À la place les reptiles excrètent à travers leur cloaque de l'acide urique toxique. Dans le cas de Cyclura collei, qui consomme beaucoup de végétaux, l'excès d'ions salés est excrété via une glande à sel de la même manière que chez les oiseaux.

### Cycle de vie
Les iguanes femelles font leurs nids dans des terriers souterrains, obturés avec de la terre. Elles les creusent longtemps avant de pondre, et les gardent pendant plusieurs jours après la ponte. Cette dernière a lieu vers mi-juin, et les œufs éclosent environ 85 à 87 jours plus tard. La ponte comprend entre 6 et 20 œufs suivant la taille et l'âge de la femelle.

### Prédateurs
Les adultes n'ont pas de prédateurs naturels dans leur milieu d'origine, mis à part les animaux introduits par l'Homme. Par contre les jeunes peuvent être la proie de plusieurs espèces endémiques de l'île, comme différents oiseaux, le Boa de la Jamaïque (Epicrates subflavus) et historiquement Hypsirhynchus ater, probablement disparu aujourd'hui. L'Homme a introduit des espèces prédatrices supplémentaires, dont notamment la Mangouste indienne grise qui peut consommer des œufs ou des jeunes, ou les chats qui capturent les jeunes iguanes.

## Répartition

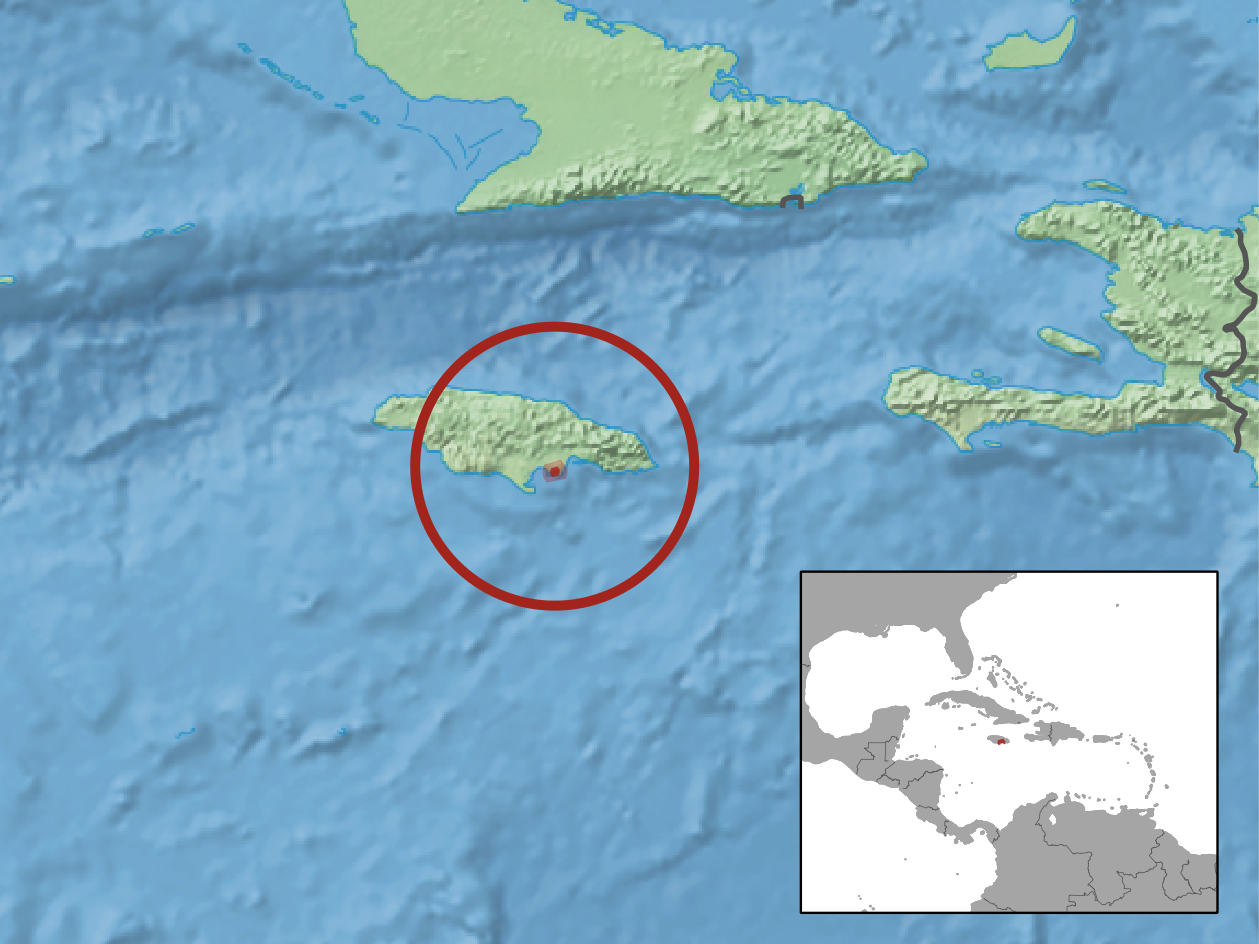
Distribution de Cyclura collei.

Selon Sir Hans Sloane, un médecin et botaniste qui a visité la Jamaïque en 1688, les iguanes étaient autrefois communs dans toute la Jamaïque. Cyclura collei a vu sa population diminuer de façon spectaculaire au cours de la seconde moitié du XIXe siècle, après l'introduction de la Mangouste indienne grise (Herpestes edwardsii) en 1872 pour contrôler les populations de rats et de serpents. Son déclin a été tel qu'au bout d'un moment on pouvait seulement la trouver à Goat Island près des Hellshire Hills. Cette espèce se limite aujourd'hui à deux populations qui se composent d'individus dispersés,.
On a pensé Cyclura collei éteint en 1948. La région de Hellshire Hills est le seul endroit de la Jamaïque où cet iguane vit encore. C'est un milieu de forêt tropicale sèche, avec un sol ferreux dur. Les Hellshire Hills offrent 114 km2 d'habitat pouvant convenir aux iguanes. Cependant, on trouve surtout l'iguane dans la partie centrale de cette région, là où les mangoustes sont peu nombreuses et où la forêt est la mieux préservée. Malgré sa proximité avec la zone densément peuplée de Kingston, cette région demeure sauvage du fait de son inhospitalité et de l'absence d'eaux de surface, ce qui en fait une zone ne convenant pas à l'agriculture et aux peuplements humains. Avant d'avoir été redécouvert en 1990, l'iguane avait été vu pour la dernière fois à Goat Island, au large des côtes de la Jamaïque, en 1940.

## Taxinomie
Le nom du genre Cyclura vient de l'ancien grec cyclos (κύκλος) signifiant « circulaire » et ourá (οὐρά) signifiant « queue », fait allusion aux larges anneaux bien visibles sur la queue de tous les représentants de ce genre. L'épithète spécifique, collei, a certainement été donné en l'honneur de quelqu'un nommé Colley. John Edward Gray, qui a décrit pour la première fois cette espèce en 1845, l'a en effet désignée comme « Iguane de Colley ». Malheureusement, Gray ne précise pas davantage qui était Colley.
Cyclura collei a vraisemblablement divergé très rapidement parmi le genre Cyclura, et a un des génotypes les plus singuliers de ce groupe, avec Cyclura pinguis.

## Sauvegarde

### Statut de sauvegarde
Cyclura collei était considéré comme éteint en 1948. Un spécimen adulte a été trouvé en 1970 dans la région des Hellshire Hills. L'espèce a été redécouverte en août 1990, lorsqu'un iguane mâle adulte a été chassé dans un tronc d'arbre creux par le chien d'Edwin Duffus, un chasseur de sangliers des Hellshire Hills. Le chien avait blessé l'animal, qui a pu tout de même être porté au zoo Hope. Une population survivante a été découverte peu après,. Après sa redécouverte en 1990, une étude a montré qu'il n'y avait que 50 survivants du « lézard le plus rare du monde »,. En 2013, si on ne dispose pas d'estimation précise de la population, on l'évalue à entre 100 et 200 individus. L'UICN répertorie donc cette espèce comme « en danger critique d'extinction » et l'a inscrite dans la liste des 100 espèces les plus menacées au monde en 2012.

### Causes du déclin
La principale cause directe du déclin de Cyclura collei est clairement l'introduction de la Mangouste indienne grise (Herpestes javanicus) pour contrôler la population de serpents,. La mangouste a intégré les iguanes nouveau-nés comme une source principale de sa nourriture et consomme également des œufs, ce qui a incité à la création de la Headstart Facility et à la création d'un programme d'éradication des mangoustes sauvages. Les chats, également introduits sur l'île par l'Homme, sont aussi une menace car ils consomment les jeunes. Par ailleurs les sangliers, même si aucun cas n'a été reporté, pourraient détruire certains nids comme cela a été observé pour d'autres espèces d'iguanes.
La plus grande menace qui pèse actuellement sur ces animaux n'est plus la propagation de la mangouste, mais celle de l'industrie du charbon de bois,. Les charbonniers utilisent les arbres feuillus des Hellshire Hills pour faire du charbon,. Comme il s'agit du principal refuge pour les iguanes, cette industrie représente une grande menace selon les équipes de recherche qui protègent ces animaux. Les iguanes peuvent également être victimes des chiens utilisés pour la chasse qui peuvent tuer les adultes et du développement des infrastructures humaines. Tout cela conduit à sa disparition progressive du nord et de l'est des Hellshire Hills. Des projets de création de carrières de calcaire et le développement du tourisme menacent également cet iguane à long terme. Si quelques carrières disséminées dans les Hellshire Hills ne sont pas réellement une menace, les routes qui seraient aménagées pour les desservir pourraient inciter les chasseurs, les charbonniers et autres utilisateurs de la forêt à s'enfoncer plus profondément dans le cœur de la forêt.

### Efforts de sauvegarde
Depuis la redécouverte de cette espèce en 1990, de nombreux efforts sont réalisés pour la sauvegarder, notamment à travers le Jamaican Iguana Species Recovery Plan, programme de sauvegarde de l'espèce créé en 1991 en collaboration avec l'université des Indes occidentales, la Natural Resources Conservation Authority, le zoo Hope, et l'Institut de Jamaïque. Les principaux efforts ont porté sur l'élevage des animaux en captivité. Ainsi, un consortium de douze zoos, comprenant certains établissements des États-Unis, a fait des dons et fait construire une Headstart Facility au zoo Hope, utilisée pour l'élevage des œufs et des nouveau-nés récoltés dans la nature,,. Dans cet environnement sécurisé, ils sont élevés jusqu'à ce qu'ils soient assez grands pour survivre dans la nature et pour que les prédateurs tels que la mangouste ne représentent plus une menace, un processus connu sous le nom de « headstarting »,,. Cette méthode a permis de relâcher 138 iguanes dans leur milieu naturel entre 1996 et 2010. La Headstart Facility effectue également des dépistages sur la santé des animaux avant leur libération,,. Ce dépistage a été utilisé pour établir les valeurs physiologiques normales de l'espèce, afin d'identifier les problèmes potentiels futurs qui pourraient être liés à des parasites ou des maladies, et qui pourraient menacer la population.
Au sein de la zone la plus centrale des Hellshire Hills, une intense lutte contre les mangoustes et autres animaux sauvages non endémiques comme les chats et les rats a été entreprise avec la pose de pièges. Couplés avec le lâcher de jeunes iguanes issus du programme d'élevage en captivité, ces efforts semblent porter leurs fruits et permettent une augmentation de la population dans la partie centrale des Hellshire Hills. Il y a été observé en 2010 une augmentation du nombre de nids, la reproduction réussie d'animaux issus du programme d'élevage en captivité et un bon taux de survie des jeunes. Toutefois, on ne connaît pas la dynamique de la  population en dehors de la zone centrale activement piégée des Hellshire Hills. Depuis 2006, le Jamaican Iguana Species Recovery Plan souhaite également créer une seconde population stable et en bonne santé sur Goat Island, notamment en lâchant des animaux nés en captivité.
Un programme d'élevage en captivité hors Jamaïque est mis en place en 1994, avec l'arrivée de 12 iguanes dans différents parcs zoologiques américains : le zoo d'Indianapolis, le zoo de Fort Worth, et le Gladys Porter Zoo. Cette première vague est suivie d'une seconde en 1996, vers le zoo de San Diego, le Central Florida Zoo and Botanical Gardens, et le zoo du comté de Sedgwick, puis comme l'élevage de cette espèce était bien maîtrisé, ce programme s'est étendu aux zoos de Fresno, Miami et Saint-Louis. La population détenue en captivité aux États-Unis a nettement augmenté en août 2006 avec l'éclosion de 22 œufs au zoo d'Indianapolis. Ce fut la première reproduction en captivité et éclosion réussie hors Jamaïque. L'élevage de ces animaux en dehors de la Jamaïque permet de conserver une réserve en diversité génétique hors de l'île, en cas de problèmes en Jamaïque, et contribue à sensibiliser le grand public aux dangers qui menacent cette espèce.

## Publication originale
- Gray, 1845 : Catalogue of the specimens of lizards in the collection of the British Museum, p. 1-289 (texte intégral).